# Kenner Products
Pour l’article homonyme, voir Kenner (Louisiane).
Kenner était une société américaine spécialisée dans les jouets qui a été créée en 1947 à Cincinnati, Ohio. Kenner a été créée par trois frères : Albert, Philip et Joseph Steiner. Elle portait le nom de la rue dans laquelle se trouvaient ses premiers bureaux : Kenner Street. La société a été rachetée par Hasbro en 1991.
Parmi les jouets qui ont marqué l'histoire de Kenner, on peut citer les figurines plastique Littlest Pet Shop , la pâte à modeler Play-Doh, le Spirographe, les figurines Star Wars et les gammes Charlotte aux fraises, Bisounours, les véhicules et figurines de la série animée MASK, les véhicules et figurine de la série animée Batman ou encore les jouets Jurassic Park.

## Histoire
En 1947, les frères Al, Phil et Joe Steiner créent une entreprise à Cincinnati dans l'Ohio pour produire des jouets.

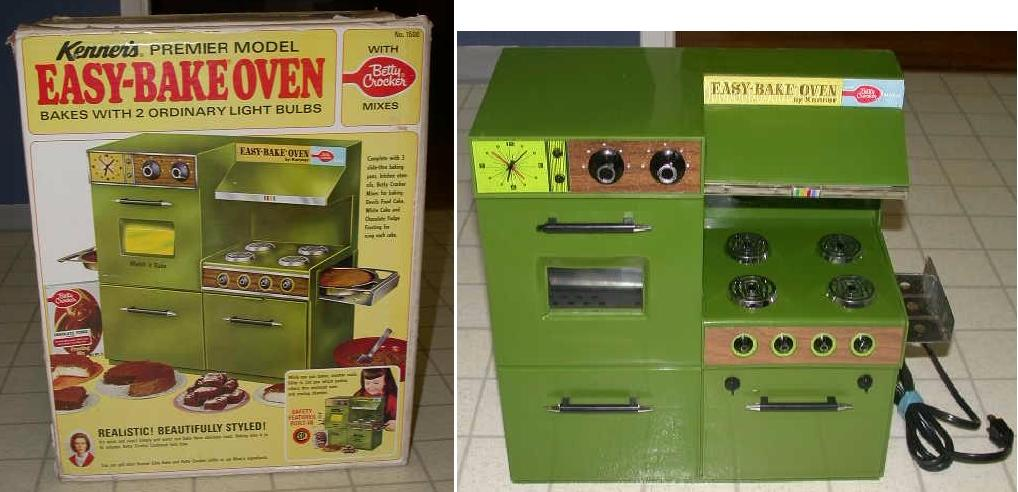
Le Easy Bake oven modèle Premier sorti en 1969.

En 1963, Kenner lance le Easy-Bake Oven (en) un four pour enfant fonctionnel.
Kenner a été racheté en 1967 par General Mills.
En 1985, General Mills cherche à vendre Kenner et l'ensemble de sa division jouet qui comprend aussi Rainbow Crafts et Parker. Kenner entame l'arrêt de l'usine d'Oakley au profit d'une production en Asie mettant un terme à 600 emplois saisonniers. En 1987, Kenner est racheté par Tonka pour 581 millions d'USD à la suite d'une OPA lancée par la société New World Entertainment. 
Le 1er février 1991, Hasbro annonce acheter Tonka pour près de 500 millions d'USD,. Tonka était en difficulté financière depuis l'achat de Kenner Products en 1987 pour 555 millions d'USD qui lui avait apporté les marques de Parker Brothers dont le Monopoly mais avec aussi des licences dont la série SOS Fantômes, le film Batman ou la série Charlotte aux fraises.
En 1992, Hasbro déménage les bureaux de Kenner du Kroger Building au One Gateway Place sur Elsinore Place et le l'usine d'Oakley.
En 1997, Hasbro stoppe la production de jeux pour fille assurée à Cincinnati et la remplace par la production des voitures et camions de la marque Tonka.
Le 13 octobre 2000, Hasbro annonce la fermeture de son usine de Cincinnati, siège historique de Kenner mais aussi celles de San Francisco et Napa.